# 彼得罗夫卡农村居民点 (别尔哥罗德州)
彼得罗夫卡农村居民点（俄语：Петровское сельское поселение）是俄罗斯联邦别尔哥罗德州普洛霍罗夫卡区所属的一个农村居民点。其下辖有4个居民点，行政中心为彼得罗夫卡。据2016年统计，该农村居民点的人口为264人。